# Alfred Wahl (Politiker, 1942)
Alfred Wahl (* 7. Oktober 1942 in Tragwein in Oberösterreich; † 9. April 2000 in Innsbruck) war ein österreichischer Politiker der Österreichischen Volkspartei (ÖVP).

## Ausbildung und Beruf
Nach dem Besuch der Pflichtschulen und einer Forstschule machte er 1962 die Staatsprüfung für den Försterdienst in Wien.
- 1963: Verwalter des ehemaligen kaiserlichen Jagdschlosses Mürzsteg
- 1970: Revierförster

Er war auch Forstadjunkt bei den Österreichischen Bundesforsten in der Forstverwaltung Mürzsteg.

## Politische Funktionen
- 1970–1988: Mitglied des Gemeinderates und Mitglied des Vorstandes der Gemeinde Mürzsteg
- 1970–1990: Landesobmann des Staatsförstervereins der Steiermark
- 1973: Kammerrat der Steiermärkischen Kammer für Arbeiter und Angestellte in der Land- und Forstwirtschaft
- 1978: Vorsitzender der Sektion VI der Gewerkschaft öffentlicher Dienst in der Steiermark und Mitglied der Bundessektionsleitung
- 1981: Zentralbetriebsrat der Österreichischen Bundesforste
- 1984: Mitglied des Vorstandes der Steiermärkischen Landarbeiterkammer
- 1987: Vizepräsident des Österreichischen Landarbeiterkammertages
- 1988: Präsident der Steiermärkischen Landarbeiterkammer 1988

## Politische Mandate
- 1. Januar 1990 bis 17. Oktober 1991: Mitglied des Bundesrates (XVII. und XVIII. Gesetzgebungsperiode), ÖVP